# Sonsonate
Sonsonate, celým názvem Villa de la Santísima Trinidad de Sonsonate, je město v Salvadoru. Leží 60 km západně od hlavního města San Salvadoru, má přibližně 72 tisíc obyvatel a je správním střediskem stejnojmenného departementu. Protéká jím řeka Rio Grande de Sonsonate.
Město bylo založeno v roce 1553. Název znamená v jazyce nahuatl „400 pramenů“. V roce 1823 se stalo součástí nezávislého Salvadoru a v letech 1833–1834 bylo jeho provizorním hlavním městem. V Sonsonate a okolí žijí domorodí Pipilové. Hlavními produkty města jsou kakaovník, kávovník, kokosové ořechy, cukrová třtina, tabák a bavlna. Sonsonate má dopravní spojení s přístavem Acajutla.
Sídlí zde prvoligový fotbalový klub CD Sonsonate.